# Flughafen Duschanbe

i8
i11
i13
Der Internationale Flughafen Duschanbe (tadschikisch Фурудгоҳи байналмилалии Душанбе, IATA-Code: DYU, ICAO-Code: UTDD) ist der größte von vier internationalen Flughäfen im zentralasiatischen Staat Tadschikistan. Er liegt am Rande der Hauptstadt Duschanbe. Der Flughafen ist zusammen mit der nationalen Fluggesellschaft des Landes, der Tajik Air, Teil der Aviation Company of Tajikistan OSHC. Der Flughafen wurde im November 1929 eröffnet.

## Neubau
Neben den bestehenden Terminals findet seit Mitte 2010 im Rahmen eines französischen Entwicklungszusammenarbeitsprojektes der Neubau des Flughafens statt.

## Fluggesellschaften und Verbindungen
Der Flughafen wird international, national und regional von den beiden tadschikischen Fluggesellschaften Somon Air und Tajik Air bedient. Zudem fliegt UTAir, Atlant-Soyuz Airlines, Rossiya und S7 Airlines zu verschiedenen russischen Städten, Avia Traffic Company nach Bischkek, China Southern Airlines nach Ürümqi, Kam Air nach Kabul, Iran Aseman Airlines in den Iran, SCAT Airlines nach Almaty und Turkish Airlines nach Istanbul.